# Агафонников, Владислав Германович
Владислав Германович Агафонников (род. 18 мая 1936, Подольск) — советский и российский композитор, член Союза композиторов, секретарь Союза композиторов РФ, профессор композиторского факультета Московской консерватории, первый заместитель Председателя правления Всероссийского музыкального общества. Народный артист Российской Федерации (1996). Лауреат премии Союза композиторов России им. Д. Д. Шостаковича.

## Биография
Родился в Подольске в семье музыканта. В 1944 году поступил в Московское хоровое училище, окончил с отличием в 1954. Окончил Московскую консерваторию им. П. И. Чайковского как пианист (класс Я. И. Зака) и как композитор (класс В. Я. Шебалина, у него же — аспирантуру). Преподавательскую деятельность начал в 1958 году в Московском хоровом училище (проработал до 1983 года), с 1961 года — преподаватель Московской государственной консерватории.
С 1964 года — член Союза композиторов СССР.
С 1973 года — член правления Союза композиторов РСФСР, позже — Союз композиторов России.
Среди композиторов-учеников Агафонникова — Сергей Чекрыжов, Глеб Печенкин, Данияр Дианов, Стратонитская Ульяна; преподавал у таких музыкантов, как Олег Крыса, Алексей Рыбников, Владимир Мартынов, Марк Минков, Ольга Иванова и других.

## Творчество

### Оперы
- 1968 — «Анна Снегина»
- 1993 — «Сергей Есенин»
- 1995 — «Юрий Долгорукий»
- 1997 — «По щучьему велению»
- 1999 — «Ванька Жуков»
- 2001 — «Хордон»
- 2002 — «Злоумышленник»
- 2003 — «Морозко»
- 2003 — «Ли Сун Син»

### Вокальные произведения
- Шесть хоровых поэм на стихи Р. Казаковой (1982)
- Баллада о скрипке для детского хора и скрипки (слова А. Баренбойма, 1978)
- Ноктюрны. 13 мужских хоров на стихи С. Есенина (1990)
- Литургия св. Иоанна Златоуста (1995)
- Всенощное бдение (2000)
- Обработки русских народных песен

### Произведения для фортепиано
- Детский альбом для фортепиано (1976)
- Музыкальные игры для начинающих пианистов (1987) среди этих произведений "Смеркается"[3]
- Шесть пьес для фортепиано (1990)

### Оркестровые произведения
- Триптих для струнного оркестра (1976)
- «Владимирский лубок». Каприччио для симфонического оркестра (1982)
- Концерт для фортепиано с оркестром памяти Я. И. Зака (1982)
- Симфония памяти В. Я. Шебалина (1983)
- Кантата «К 60-летию победы» (2005)

### Фильмография
- 1969 — «Анна Снегина»
- 1969 — «Снегурка»
- 1970 — «Семья как семья»
- 1970 — «Встань пораньше»
- 1972 — «Нахлебник»

## Награды и звания
- Орден «За заслуги перед Отечеством» IV степени (6 декабря 2019 года) — за большой вклад в развитие отечественной культуры и искусства, многолетнюю плодотворную деятельность[4].
- Орден Почёта (27 мая 2007 года) — за заслуги в области культуры и искусства и многолетнюю плодотворную деятельность[5].
- Орден Дружбы (19 мая 2003 года) — за многолетнюю плодотворную деятельность в области культуры и искусства[6].
- Медаль «За трудовую доблесть» (1971).
- Медаль «В память 850-летия Москвы» (1997).
- Народный артист Российской Федерации (13 июня 1996 года) — за заслуги перед государством и многолетний добросовестный труд[7].
- Заслуженный деятель искусств РСФСР (29 октября 1982 года) — за заслуги в области советского музыкального искусства[8].
- Лауреат премии Союза композиторов России им. Д. Д. Шостаковича.